# Erich Friedrich Schmidt
Pour les articles homonymes, voir Schmidt.
Erich Friedrich Schmidt, né le 13 septembre 1897 à Baden-Baden et mort le 3 octobre 1964 à Santa Barbara en Californie, est un archéologue allemand naturalisé américain. Il se spécialise en archéologie du Moyen-Orient et devient professeur émérite de l’Oriental Institute de l’université de Chicago.
Dans sa jeunesse, il combat dans la Première Guerre mondiale, au cours de laquelle il est fait prisonnier par les Russes. En 1923, il émigre aux États-Unis, où il étudie l’anthropologie à l’université Columbia. 
Il codirige la mission hittite de l’Oriental Institute avec H. H. von der Osten, et effectue des fouilles en Iran à Teppe Hissar, près de Damghan, à la recherche des cités antiques d’Hécatompyles et de Rayy. Ses travaux de fouille à Persépolis, de 1934 à 1939, lui confèrent la célébrité. Il est également pionnier de l’étude par photographie aérienne des sites archéologiques.

## Travaux principaux
- (en) Time-Relations of Prehistoric Pottery Types in Southern Arizona, Anthropological Papers of the American Museum of Natural History 30, no. 5 (1928)
- (en) Anatolia Through the Ages: Discoveries at the Alishar Mound, 1927-1929 (Chicago, IL: University of Chicago Press, 1931).
- (en) Excavations at Tepe Hissar, Damghan (Philadelphia, PA: University of Pennsylvania Press, 1937).
- (en) Flights Over Ancient Cities of Iran (Chicago, IL: University of Chicago Press, 1940).
- (en) Persepolis I: Structures, Reliefs, Inscriptions (Chicago: University of Chicago Press, 1953).
- (en) Persepolis II: Contents of the Treasury and Other Discoveries (Chicago: University of Chicago Press, 1957).
- (en) Persepolis III: The Royal Tombs and Other Monuments (Chicago: University of Chicago Press, 1970).
- (en) The Treasury of Persepolis and Other Discoveries in the Homeland of the Achaemenians, OIC 21 (Chicago: University of Chicago Press, 1939);